# شربل أيوب
شربل أيوب (1 يناير 1970 -) ممثل وممثل صوت لبناني. شارك في العديد من أعمال الدبلجة.

## فيلموغرافيا

### أفلام
| السنة | العنوان         | الدور | ملاحظات |
| ----- | --------------- | ----- | ------- |
| 2016  | القنينة السحرية |       | صوت فقط |
| 2016  | كنز قارون       |       | صوت فقط |

### تلفاز
| السنة | العنوان     | الدور                | ملاحظات |
| ----- | ----------- | -------------------- | ------- |
| 2001  | جميل وجميلة | سلوم، دكتور راسبوتين |         |
| 2001  | اسمها لا    |                      |         |
| 2003  | غريبة       |                      |         |

### مسرحيات
- دوت كيشوت. 2011
- شي فاشل. 1983
- تلتت

### راديو
- حي المطر - كيفورك. 2006[4]

### أدوار الدبلجة
- الأبطال الستة - بايماكس، والد فريد
- أصحاب الكهف - ناثان
- أطلنطس: الإمبراطورية المفقودة - مول (النسخة العربية الفصحى)[5]
- آليس في بلاد العجائب (فيلم 1951) - كاتربيلر (النسخة العربية الفصحى)[6]
- اكتشف معي
- باتمان (مسلسل رسوم متحركة 1992) - الجوكر (الدبلجة اللبنانية)
- باغز: إنتاج لوني تونز - جاك، بارباريان
- البحث عن نيمو - جاك، بروس (النسخة العربية الفصحى)[7]
- بن 10: إليين فورس
- تشاودر - مانغ دال
- تشيكن ليتل (النسخة العربية الفصحى)
- توم كلانسيز ذا ديفيجن
- جامعة المرعبين - أستاذ نايت، شيت[8]
- حكاية لعبة - الشرف وودي (النسخة العربية الفصحى)[9]
- حكاية لعبة 2 - الشرف وودي (النسخة العربية الفصحى)[10]
- حكاية لعبة 3 - الشرف وودي (النسخة العربية الفصحى)[11]
- الخارقون - بيرني كروب (النسخة العربية الفصحى)
- خلف حائط الحديقة
- السنافر (نسخة إيمدج برودكشن هاوس)
- سونيك بوم - سور النسر
- سيارات - داريل كارتريب (النسخة العربية الفصحى)[12]
- سيارات 2 (النسخة العربية الفصحى)[13]
- شركة الوحوش - سميت (النسخة العربية الفصحى)[14]
- طائرات - ريبسلنغر
- طائرات: حرائق وإنقاذ - ويندلفتر
- عالم غامبول المدهش - الناظر براون، السيد روبنسون، تينا ريكس، السيد سمول (الصوت الثاني)
- عائلة روبنسون - صاحب القبعة المستديرة (النسخة العربية الفصحى)
- عرض لوني تونز - بوركي بيغ (الدبلجة اللبنانية)
- العم جدو - بيتزا ستيف (في إحدى الحلقات)
- عودة أطلنطس - مول (النسخة العربية الفصحى)
- فتيات القوة - البروفيسور يوتونيوم
- فتيات القوة (مسلسل تلفزيوني 2016) - البروفيسور يوتونيوم
- فيلم ستيتش - ستيتش (النسخة العربية الفصحى)[15]
- قلباً وقالباً - والد رايلي
- كامب لازلو - رئيس لومبس
- ليروي وستيتش - ستيتش (النسخة العربية الفصحى)[16]
- ليلو وستيتش 2 - ستيتش (النسخة العربية الفصحى)[17]
- مريم المقدسة - ناثان
- مستر بين - مستر بين
- وال إي - شيلبي فورث رايت (النسخة العربية الفصحى)
- وقت المغامرة

- أوكيه كيه او! فنلكن الأبطال - سيد غار/رايموند/جيثرو
- مغامرات سكوبي دو - سكوبي دو (نسخة كرتون نتورك بالعربية و mbc3)
- بانانا في البيجاما - راث، تشارلي
- عائلة ساترديز - زاك ساتردايز
- ساموراي جاك
- سوكي فو - شنخور
- جينيرايتور ريكس
- صائدو الأشباح
- منزل فوستر للأصدقاء الخياليين
- بن 10: ألتيمت إليين
- بن 10: أومنيفرس
- سيم بايونك تايتن
- باتمان الجرأة والشجاعة
- احذر باتمان (مسلسل 2014)
- المصارعين المقنعين
- ميغاس
- المصباح الاخضر
- سكوبي دو اللغز المفقود
- صديقي المفضل هو قرد
- عرض لوني تونز
- داك المراوغ
- عرض توم وجيري (مسلسل 2014)
- المتحولون الابطال
- مغامرات بيلي وماندي
- أولاد الجيران
- حياة جونيبر لي
- أبل وأونيون
- أبطال التايتنز انطلقوا (مسلسل)
- تمالك نفسك، سكوبي دو
- الأميرة شهرزاد (رسوم متحركة)
- بن 10: مدمر الكائنات الفضائية
- فريق العدالة أكشن
- نافث اللهب (فيلم)
- كريغ من الجدول
- باتمان: عودة الجوكر
- دكتور فريز الشرير وباتمان
- كامب لازلو: أين لازلو؟
- توم وجيري الفيلم (1992)
- سكوبي دو ووحش البحيرة
- سكوبي دو ورجل الثلوج
- سكوبي دو ومشكلة الليزر
- المصارعين المقنعين عودة مالفيكو
- يوم غائم مع فرصة للحصول على كرات اللحم (مسلسل تلفزيوني)
- أوزوالدو
- لوني تونز كرتونز
- مونكي كيد
- وودي نقار الخشب - والي والراس
- بوب البناء - بوب

## وصلات خارجية
- شربل أيوب على موقع IMDb (الإنجليزية)
- شربل أيوب على موقع قاعدة بيانات الأفلام العربية
- شربل أيوب  على فيسبوك.